# Sudogodsky (huyện)
Huyện Sudogodsky (tiếng Nga: ? райо́н) là một huyện hành chính tự quản (raion), của Tỉnh Vladimir, Nga. Huyện có diện tích 2269 kilômét vuông, dân số thời điểm ngày 1 tháng 1 năm 2000 là 46500 người. Trung tâm của huyện đóng ở Sudogda.